# كوموني (أنجوان)
كوموني هي قرية تقع في جزيرة أنجوان في جزر القمر. بلغ عدد سكانها 2,287 نسمة حسب إحصاء عام 1991. و4,376 في تقدير عام 2009.